# جيني فيليبس
جيني فيليبس (بالإنجليزية: Jenny Phillips)‏ هي صانعة أفلام وثائقية أمريكية، ولدت في 1942، وتوفيت في 9 يوليو 2018 بسبب غرق.

## روابط خارجية
- جيني فيليبس على موقع IMDb (الإنجليزية)
- جيني فيليبس على موقع قاعدة بيانات الفيلم (الإنجليزية)